# Гершанович, Давид Ефимович
Давид Ефимович Гершанович (белор. Давід Яўхімавіч Гершановіч; 17 апреля 1920, Узляны, Пережирская волость — 29 января 2007, Москва) — советский и российский учёный, доктор геолого-минералогических наук, заслуженный деятель науки и техники РСФСР, профессор.

## Биография
Родился в местечке Узляны Минской области в Белоруссии в семье Гершановича Ефима Григорьевича и Шифры Абрамовны (в девичестве Раппопорт). Вместе с родителями переехал в Петрозаводск, где с отличием окончил среднюю школу. За успехи в учёбе без экзаменов был зачислен на геолого-почвенный факультет Московского Государственного университета (МГУ). В годы учёбы был Сталинским стипендиатом. После окончания МГУ Д. Е. Гершанович в связи с началом Великой Отечественной войны был направлен в Военный Гидрометеорологический Институт, где прошёл ускоренный курс обучения. С 1943 года, после окончания института, воевал на Северном флоте. Награждён боевыми орденами и медалями.
Вернувшись с фронта, поступил на работу в Главное управление Гидрометеослужбы, а в 1948 году перешёл в Государственный Океанографический институт (ГОИН). С 1956 года работал во Всесоюзном научно-исследовательском институте морского рыбного хозяйства и океанографии (ВНИРО), где в течение 35 лет, трудился вначале старшим научным сотрудником, с 1969 года заведовал лабораторией промысловой океанологии, а с 1986 года занимал должность главного научного сотрудника отдела морской экологии. Последние годы жизни Д. Е. Гершанович работал в Институте океанологии РАН.
Скончался 29 января 2007 года в Москве. Похоронен на Востряковском кладбище (участок 73) .

## Научная деятельность
Д. Е. Гершанович внес большой вклад в изучение рельефа дна и грунтов в промысловых районах Мирового океана. Важное значение имеют его исследования подводных окраин материков, в зонах резкой изменчивости экологических условий. Эти исследования способствовали становлению многих разделов морской геологии в СССР. В ряде случаев они сопровождались детальным изучением таких форм донного рельефа как малоизвестные ранее каньоны и плато Берингова моря, глубоководные желоба моря Скотия в Антарктике, отдельные подводные горы и др. Большой объём исследований морского дна позволил среди факторов среды, определяющий биологическую и промысловую продуктивность, специально выделить группу геологических факторов, сопоставимую по своей значимости с физическими и химическими. Он был зачинателем исследований подводных гор, понимая их огромное значение, как наиболее продуктивных участков Мирового океана и перспективных районов промысла. Анализ особенностей распределения подводных гор, а затем более мелких поднятий океанического дна — абиссальных холмов, позволил прийти к фундаментальному заключению, что последние столь распространены во многих глубоководных областях океана, что рельеф абиссальных холмов может рассматриваться как особый генетический тип океанического дна и занимает наибольшую площадь не только в океане, но и на Земле в целом. Был одним из инициаторов развернутого изучения планетарных апвеллинговых зон, а также развития дистанционных методов исследования промысловых районов Мирового океана посредством анализа спутниковых данных.
Д. Е. Гершанович активно развивал экспедиционные исследования Мирового океана, организуя и участвуя в экспедициях в Беринговом море, Аляскинском заливе, Северной Атлантике, Антарктике и Юго-Восточной части Тихого океана. Он был инициатором переоборудования подводной лодки «Северянка» в научно-исследовательское судно и участвовал в её первом рейсе. «Северянка» положила начало серии автономных подводных исследовательских аппаратов, которые изменили представление о глубоководной зоне Мирового океана. За эту работу в составе экипажа Д. Е. Гершанович был выдвинут на соискание Ленинской премии в области науки 1964 года.
Руководил и координировал многочисленные проекты по изучению внутренних и окраинных морей и открытых зон Мирового океана в рамках различных двусторонних и многосторонних международных соглашений.
Под редакцией Д. Е. Гершановича подготовлена первая советская сводка «Промысловая океанография»(1986), в которой монографически обобщен богатый опыт исследований внешней среды в тесной взаимосвязи с биологической продуктивностью морей и океанов, распределением и воспроизводством живых ресурсов. В 1980-е годы Д. Е. Гершанович являлся ответственным редактором серии «Биологические ресурсы гидросферы и их использование». Позднее он входил в редколлегию национального проекта России «Моря», где отвечал за раздел посвященный океанологическим основам формирования биологической продуктивности. В составе редколлегии был выдвинут на соискание Государственной премии РФ 2007 года.
Результаты исследований Д. Е. Гершановича отражены в монографиях и сотнях научных статей.
За годы работы Д. Е. Гершанович воспитал целую плеяду специалистов в области изучения Мирового океана.

## Основные публикации
- Гершанович Д. Е, Леонтьев О. К. в сб. «Проблемы геологии шельфа». М.: 1975
- Гершанович Д. Е., Муромцев А. М. Океанологические основы биохимической продуктивности Мирового океана. Л.: Гидрометеоиздат, 1982
- Гершанович Д. Е. Промысловая океанография. Л.: Агропромиздат, 1986
- Гершанович Д. Е., Елизаров А. А., Сапожников В. В. Биопродуктивность океана. М.: Агропромиздат, 1990